# Rio Nhat Le

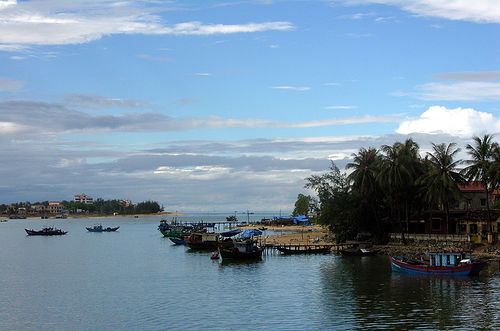
Rio Nhat Le, Dong Hoi.

O rio Nhat Le (Sông Nhật Lệ em vietnamita é um rio do Vietnã que se origina nas chamadas Costa do Centro-Norte (Quang Binh) e possui cerca de 80 km de extensão.